# ネオバラエティ
ネオバラエティ（英: Neo Variety）は、1993年10月4日から2022年3月31日まで毎週月曜日から木曜日の23時台にテレビ朝日系列で放送されていたバラエティ番組放送枠。通称「ネオバラ」。

## 概要

### 創設から
1992年4月から1993年9月まで放送された帯ドラマ枠『ネオドラマ』を編成上引き継ぐことから名づけられた。1993年10月4日、『お茶とUN』の開始と同時に枠開設。当初の放送時間は23:25 - 23:55の30分枠だった。
2000年4月には『ニュースステーション』の終了時刻繰り上げに伴い45分枠に、2002年4月からは『トゥナイト2』終了などの改編に伴い55分枠に拡大された。2009年10月からは更に5分拡大し、23:15 - 翌0:15の1時間枠となる。
2002年4月に『トゥナイト2』が終了したことに伴い、実質的な姉妹枠とも言える「ネオネオバラエティ」（ネオバラ第2部）を開始。また、2005年4月からは「ネオバラエティ第3部」と「ネオバラエティ第4部」を開始し、これらの枠で好評だった番組がそれぞれの上位に当たる枠に昇格されることも多かった。
2009年10月、帯番組の『お願い!ランキング』の放送開始に伴い「ネオネオバラエティ」（第2部）以降の枠が廃止された。ただし、「第4部」に関しては枠名称を外した上で引き続き日替わりで番組が編成されていた。
2012年4月の改編により、旧「第4部」に当たる枠が「ネオバラ2」という枠名称になった。
2014年4月に前述の『お願い!ランキング』の放送形態が変更されたのに伴い、「ネオネオバラエティ」の第2期として同時間帯に「ネオバラエティ2」が設置された。

### ローカルセールス枠からネットワークセールス枠へ
2009年9月まで全編ローカルセールス枠だった関係上、一部の地域では時差ネットを行うほか、放送開始時刻・CMを放映する時間も曜日によって異なり、ノンスポンサーでの放送が行われる地域も存在したが、2009年10月からはネットワークセールス枠（当初は前半で、現在は後半のみ全局共通CM。ネオバラと同時間ながら別枠の「金曜ナイトドラマ」も同様である）へ変更し、同じくして同時ネットに昇格する局も増えた。

2011年1月3日、過去のネオバラエティ枠で放送された番組の再放送が初めて行われた。再放送された番組は、『ナイナイナ』、『ぷらちなロンドンブーツ』、『銭形金太郎』など。
2011年10月、大幅な改編が行われ、木曜日の『雨上がり決死隊のトーク番組 アメトーーク!』を除く3番組が終了または枠移動となった。月曜日の『雑学王』は終了、火曜日の『『ぷっ』すま』は土曜 0:50（金曜深夜）へ移動、水曜日の『シルシルミシル』も終了して日曜日の『シルシルミシルさんデー』に一本化された(この番組のゴールデンへの一本化後、2014年9月に番組終了)。替わって月曜日には『ストライクTV』（2014年3月終了）、火曜日は『白黒ジャッジバラエティ 中居正広の怪しい噂の集まる図書館』（2017年4月に月曜 20:00 - 20:54枠に移動、2019年3月終了）、水曜日は『マツコ&有吉の怒り新党』（2017年3月終了）が放送されることになった。
2017年4月以降には、木曜日以外が終了または枠移動（2021年春までに月曜日は4回、火曜日と水曜日は3回ずつ）となっている。

### 「ネオバラ」枠解体、リニューアルへ
2022年3月をもって28年半続いた「ネオバラエティ」としての放送を終了、4月からは当枠（木曜版除く）と火曜 - 木曜 0:15 - 0:45枠の「ネオバラエティ2」を統合したバラエティ番組枠「スーパーバラバラ大作戦」が開始。この枠からは30分番組が1日3本、計9本編成されることとなり、『激レアさんを連れてきた。』『ロンドンハーツ』が続投となる代わり30分枠に縮小となる。なお、『アメトーーク!』に関しては「スーパーバラバラ大作戦」枠から外れる形で従来通り木曜23:15 - 翌0:15の時間帯で続投する。テレビ朝日としては、この時間帯に30分のバラエティ番組を編成するのは2000年4月以来22年ぶりである。
なお、各在京テレビ局でも月曜 - 木曜（局によって平日）の23時台から翌0時台にかけて30 - 55分程度の曜日別帯バラエティ番組枠が編成されている。
（2022年4月当時の状況で、のちに若干変化しています）
| 系列                          | レーベル名                   | 放送時間（日本時間）                                               | 前身番組       | セールス      | セールス     | セールス     | セールス      | 備考                                                         |
| 系列                          | レーベル名                   | 放送時間（日本時間）                                               | 前身番組       | 月曜          | 火曜         | 水曜・木曜   | 金曜          | 備考                                                         |
| ----------------------------- | ---------------------------- | ------------------------------------------------------------------ | -------------- | ------------- | ------------ | ------------ | ------------- | ------------------------------------------------------------ |
| 日本テレビ系列 及びテレビ宮崎 | プラチナイト                 | 月曜 - 木曜 23:59 - 翌0:54（55分）                                 | バリューナイト | ネット ワーク | ローカル     | ネットワーク | （放送 無し） | 水曜は中京テレビ制作。 木曜は読売テレビ制作で『モクドラF』。 |
| TBS系列                       | テッペン!                    | 月曜 - 木曜 23:56 - 翌0:55（59分）                                 | 吉崎金門海峡   | ローカル      | ローカル     | ローカル     | （放送 無し） | 一部地域は遅れネットまたは非ネット。                         |
| フジテレビ系列                | （COOL TVと 呼ばれていた枠） | 月曜・水曜 - 金曜 23:00 - 23:40（40分） 火曜 23:00 - 23:30（30分） | バラパラ       | ネットワーク  | ネットワーク | ネットワーク | ネットワーク  | 火曜のみ関西テレビ制作。                                     |

## 枠終了時点での番組
| 曜日   | 番組名                   | MC                                                        | ナレーター                | 放送開始日     | 備考 |
| ------ | ------------------------ | --------------------------------------------------------- | ------------------------- | -------------- | --- |
| 月曜日 | 激レアさんを連れてきた。 | 若林正恭（オードリー） 弘中綾香（テレビ朝日アナウンサー） | ルシファー吉岡            | 2020年10月5日  | ※土曜22時台から移動。 ネオバラエティ枠に復帰。 |
| 火曜日 | ロンドンハーツ           | ロンドンブーツ1号2号                                      | 佐藤賢治                  | 2019年4月2日   | ※金曜21時台から移動。 |
| 水曜日 | お笑い実力刃             | アンタッチャブル サンドウィッチマン                       | 日野聡 桐谷蝶々（天の声） | 2021年4月21日  | 同年3月よりゴールデンに進出した『家事ヤロウ!!!』の後番組。 |
| 木曜日 | アメトーーク!            | 蛍原徹                                                    | 佐藤賢治                  | 2006年10月12日 | ※ネオネオバラエティから昇格。 昇格当初の正式タイトルは『雨上がり決死隊のトーク番組 アメトーーク!』。 雨上がり決死隊の解散に伴い、2021年8月19日放送分から改題。 |

## 番組の変遷
| 放送期間                | 月曜日                                    | 火曜日                                                       | 水曜日                                          | 木曜日                                                   |
| ----------------------- | ----------------------------------------- | ------------------------------------------------------------ | ----------------------------------------------- | -------------------------------------------------------- |
| 1993年10月 - 1994年03月 | お茶とUN                                  | タブロイドTV                                                 | 福ぶくろ                                        | KISS×KISS                                                |
| 1994年04月 - 1994年06月 | リングの魂                                | タブロイドTV                                                 | 福ぶくろ                                        | KISS×KISS                                                |
| 1994年07月 - 1994年09月 | リングの魂                                | ダチョ〜ン倶楽部                                             | 竹中直人の恋のバカンス                          | KISS×KISS                                                |
| 1994年10月 - 1994年12月 | リングの魂                                | ダチョ〜ン倶楽部                                             | 竹中直人の恋のバカンス                          | ノーメイク                                               |
| 1995年01月 - 1995年03月 | リングの魂                                | ダチョ〜ン倶楽部                                             | マカデココ                                      | ノーメイク                                               |
| 1995年04月 - 1995年09月 | USO                                       | チャンネル99                                                 | マカデココ                                      | ぱふぉぱふぉ                                             |
| 1995年10月 - 1996年03月 | パー!スリー                               | チャンネル99                                                 | 走れ!GET                                        | ぱふぉぱふぉ                                             |
| 1996年04月 - 1997年03月 | 所様はタコ                                | Q99 ↓ Q99II                                                  | 爆走!ポンチーズ                                 | 上岡龍太郎の金印                                         |
| 1997年04月 - 1997年09月 | 所さんの これアリなんじゃないの!?         | ナイナイナ                                                   | 龍ノ福耳                                        | らぶ衛門                                                 |
| 1997年10月 - 1998年09月 | 所さんの これアリなんじゃないの!?         | ナイナイナ                                                   | パパパパPUFFY                                   | ぷらちなロンドンブーツ                                   |
| 1998年10月 - 1999年03月 | 『ぷっ』すま                              | ナイナイナ                                                   | パパパパPUFFY                                   | ぷらちなロンドンブーツ                                   |
| 1999年04月 - 2000年03月 | ココリコA級伝説                           | 『ぷっ』すま                                                 | パパパパPUFFY                                   | ぷらちなロンドンブーツ                                   |
| 2000年04月 - 2001年03月 | おネプ!                                   | 『ぷっ』すま                                                 | パパパパPUFFY                                   | ぷらちなロンドンブーツ                                   |
| 2001年04月 - 2002年03月 | ちゃんネプ ↓ ちゃんネプ 恋するウフフ…     | 『ぷっ』すま                                                 | パパパパPUFFY                                   | ぷらちなロンドンブーツ                                   |
| 2002年04月 - 2002年09月 | ちゃんネプ ↓ ちゃんネプ 恋するウフフ…     | 『ぷっ』すま                                                 | Matthew's Best Hit TV ↓ Matthew's Best Hit TV＋ | ぷらちなロンドンブーツ                                   |
| 2002年10月 - 2004年09月 | 内村プロデュース                          | 『ぷっ』すま                                                 | Matthew's Best Hit TV ↓ Matthew's Best Hit TV＋ | 銭形金太郎                                               |
| 2004年10月 - 2005年09月 | 内村プロデュース                          | 『ぷっ』すま                                                 | Matthew's Best Hit TV ↓ Matthew's Best Hit TV＋ | Qさま!!                                                  |
| 2005年10月 - 2006年09月 | くりぃむナントカ                          | 『ぷっ』すま                                                 | オーラの泉                                      | Qさま!!                                                  |
| 2006年10月 - 2007年03月 | くりぃむナントカ                          | 『ぷっ』すま                                                 | オーラの泉                                      | 雨上がり決死隊のトーク番組 アメトーーク! ↓ アメトーーク! |
| 2007年04月 - 2007年09月 | くりぃむナントカ                          | 『ぷっ』すま                                                 | すくいず!                                       | 雨上がり決死隊のトーク番組 アメトーーク! ↓ アメトーーク! |
| 2007年10月 - 2007年12月 | くりぃむナントカ                          | 『ぷっ』すま                                                 | クイズ雑学王                                    | 雨上がり決死隊のトーク番組 アメトーーク! ↓ アメトーーク! |
| 2008年01月 - 2008年03月 | くりぃむナントカ                          | 『ぷっ』すま                                                 | ナニコレ珍百景                                  | 雨上がり決死隊のトーク番組 アメトーーク! ↓ アメトーーク! |
| 2008年04月 - 2008年09月 | お試しかっ!                               | 『ぷっ』すま                                                 | ナニコレ珍百景                                  | 雨上がり決死隊のトーク番組 アメトーーク! ↓ アメトーーク! |
| 2008年10月 - 2010年03月 | お試しかっ!                               | 『ぷっ』すま                                                 | シルシルミシル                                  | 雨上がり決死隊のトーク番組 アメトーーク! ↓ アメトーーク! |
| 2010年04月 - 2011年09月 | 雑学王                                    | 『ぷっ』すま                                                 | シルシルミシル                                  | 雨上がり決死隊のトーク番組 アメトーーク! ↓ アメトーーク! |
| 2011年10月 - 2014年03月 | ストライクTV                              | 中居正広の怪しい噂の 集まる図書館 ↓ 中居正広のミになる図書館 | マツコ&有吉の怒り新党                           | 雨上がり決死隊のトーク番組 アメトーーク! ↓ アメトーーク! |
| 2014年04月 - 2016年03月 | ビートたけしのTVタックル                  | 中居正広の怪しい噂の 集まる図書館 ↓ 中居正広のミになる図書館 | マツコ&有吉の怒り新党                           | 雨上がり決死隊のトーク番組 アメトーーク! ↓ アメトーーク! |
| 2016年04月 - 2017年03月 | 橋下×羽鳥の新番組（仮） ↓ 橋下×羽鳥の番組 | 中居正広の怪しい噂の 集まる図書館 ↓ 中居正広のミになる図書館 | マツコ&有吉の怒り新党                           | 雨上がり決死隊のトーク番組 アメトーーク! ↓ アメトーーク! |
| 2017年04月 - 2017年09月 | 橋下×羽鳥の新番組（仮） ↓ 橋下×羽鳥の番組 | 陸海空 こんな時間に地球征服するなんて                        | マツコ&有吉 かりそめ天国                        | 雨上がり決死隊のトーク番組 アメトーーク! ↓ アメトーーク! |
| 2017年10月 - 2019年03月 | 激レアさんを連れてきた。                  | ソノサキ〜知りたい見たいを大追跡!〜                          | マツコ&有吉 かりそめ天国                        | 雨上がり決死隊のトーク番組 アメトーーク! ↓ アメトーーク! |
| 2019年04月 - 2019年06月 | 陸海空 こんなところでヤバいバル           | ロンドンハーツ                                               | マツコ&有吉 かりそめ天国                        | 雨上がり決死隊のトーク番組 アメトーーク! ↓ アメトーーク! |
| 2019年07月 - 2019年09月 | かみひとえ                                | ロンドンハーツ                                               | マツコ&有吉 かりそめ天国                        | 雨上がり決死隊のトーク番組 アメトーーク! ↓ アメトーーク! |
| 2019年10月 - 2020年09月 | かみひとえ                                | ロンドンハーツ                                               | 家事ヤロウ!!!                                   | 雨上がり決死隊のトーク番組 アメトーーク! ↓ アメトーーク! |
| 2020年10月 - 2021年03月 | 激レアさんを連れてきた。                  | ロンドンハーツ                                               | 家事ヤロウ!!!                                   | 雨上がり決死隊のトーク番組 アメトーーク! ↓ アメトーーク! |
| 2021年04月 - 2022年03月 | 激レアさんを連れてきた。                  | ロンドンハーツ                                               | お笑い実力刃                                    | 雨上がり決死隊のトーク番組 アメトーーク! ↓ アメトーーク! |

## 特別番組
かつては12月中旬、8月下旬、4月上旬の改編期に、後続の「ネオネオバラエティ」と合同で放送時間を拡大して放送した（85分・90分）。「ネオバラ」、「ネオネオ」が1週間ずつ交互に放送したが、2006年以降は改編期でも通常放送される様になり、拡大版としては2007年春に前者の70分版を放送した程度である。
2006年4月からは『月バラ!』にてスペシャル版で放送される番組もあった。その中で『Qさま!!』は何度かゴールデンタイムに進出して高い視聴率を記録したことから、2006年10月から正式に月曜20時に昇格した。
過去の「ネオバラエティ」枠の番組では、『ぷらちなロンドンブーツ』、『パパパパPUFFY』、『おネプ!』、『内村プロデュース』等がゴールデンタイムで放送されている。

### ネオバラ祭り
2009年10月第1週目から開始。ネオバラエティ枠で放送されている各番組が、19:00からの3時間と通常のネオバラエティ枠の2部構成で計4時間の番組を4日間連続で放送するというものである。これにより、初めて「ネオバラ」の名称が番宣CMや番組表等の公の場に使われている。

#### 第1弾
- 2009年10月5日『お試しかっ! ゴールデンでまたまた3時間!人気ファミレスと人気餃子店の人気メニューBEST10を全部当てないと家に帰れま10 限界まで食べ続けろSP』
- 2009年10月6日『超『ぷっ』すま 人気者だらけの3時間!秋の大豊作SP!!』
- 2009年10月7日『シルシルミシル 強力版すごく調べましたSP』
- 2009年10月8日『アメトーーーーーーク 秋のイケてる家電芸人エガポイント還元SP』

2010年1月2日には「新春ネオバラ祭り」と題し、9:00 - 14:55まで約6時間に渡り2009年10月のネオバラ祭りを再編集したものが放送された。

#### 第2弾
- 2010年3月29日『お試しかっ! ついにゴールデンでスタート!人気焼肉店と人気宅配ピザの人気メニューBEST10を全部当てないと家に帰れま10 関ジャニ∞もまさかの参加で限界まで食べ続けろSP』
- 2010年3月30日『超『ぷっ』すま!! 春の京都!!芸能人&食通が教える超穴場グルメ人気No.1&超有名企業のウラ側すべて見せますSP!!』
- 2010年3月31日『シルシルミシル最強版 とっても調べましたSP!』
- 2010年4月1日『アメトーーーーーーク 家電芸人×町工場芸人アキシャルポンプSP』

『お試しかっ!』はこの回よりゴールデンタイムでのレギュラー放送を開始。当日のネオバラエティ枠は「番外編」扱いとなっている。

#### 第3弾
- 2010年10月4日『雑学王 芸能界最強No.1決定戦』
- 2010年10月5日『草彅剛のためになるっ?バラエティ 3時間SP』
- 2010年10月6日『シルシルミシル最強版 すごく調べました3時間SP』
- 2010年10月7日『アメトーーーーーーク 超イケてない汗と涙としっかりゴリラSP』

10月5日は『『ぷっ』すま』に代わり、草彅剛司会の特別番組を放送した。

### ネオバラレジェンド
2011年1月3日放送。過去17年のネオバラエティ枠（ネオネオ以降は含まない）で放送された番組の中から名場面を再編集し、ニュースを挟む形での二部構成で放送を行った（字幕放送有り）。
- 第一部（8:55 - 11:45）：『ナイナイナ』、『ぷらちなロンドンブーツ』、『パパパパPUFFY』、『ココリコA級伝説』、『Matthew's Best Hit TV』
- 第二部（12:00 - 14:55）：『銭形金太郎』、『Qさま!!』、『お試しかっ!』、『くりぃむナントカ』

2012年1月3日 - 5日の3日間の深夜には下記の3番組の新作が放送された。
- 1月3日『ミッドナイトQさま!!』
- 1月4日『くりぃむナントカ』
- 1月5日『ぷらちなロンドンブーツ』

## ゴールデンタイム・プライムタイムに昇格した番組
かつてこの枠からゴールデンタイムに昇格した番組は、深夜枠ならではの過激な企画や「ゆるさ」が受け入れられず、視聴率が低迷、企画の変更や打ち切りになることも多くあり、「ゴールデン降格」と皮肉られることもあった（もっとも、この状況は当レーベルに限らず各局の深夜番組で見られた）。しかし『Qさま!!』や『黄金伝説』などテコ入れに成功した番組なども少なくない。
また最近では『クイズ雑学王』『ナニコレ珍百景』のように、当初からゴールデン・プライムタイム移動を前提に制作された番組も存在しており、実際にゴールデンに進出した後も番組フォーマットをほぼ変更せずに放送されているものもある（これらはフジテレビのJOCX-TV2、バラパラでも見られた）。
2010年代後半以降はゴールデン進出→打ち切り後、深夜枠に移動して復活する番組も多くなるなど、比較的柔軟な編成が取られている。なお、2000年代後半以降のネオバラ枠の番組は、ほとんどが最低1回ゴールデンタイムに進出してのスペシャル番組を放送している。
2024年1月現在放送中の番組
- クイズプレゼンバラエティー Qさま!! - 2006年10月に月曜20時へ移動。2015年4月には月曜21時へ移動。
- ナニコレ珍百景 - 2008年10月に水曜19時へ移動。2016年3月に放送終了。2016年12月・2017年8月・2018年3月・2018年4月[注 11] に特番放送。2018年10月には日曜18時30分で放送再開。
- マツコ&有吉 かりそめ天国 - 2019年10月に金曜20時台へ移動。
- 家事ヤロウ!!! - 2023年10月に火曜20時台（開始 - 2021年4月から9月までテレビ朝日および一部地域は18:45開始。10月から2023年9月まで19時開始。）へ移動。

過去に放送されていた番組
- いきなり!黄金伝説。 - 2000年4月に『ココリコA級伝説』を改題し火曜19時へ移動。2001年10月には木曜19時へ移動。2016年9月にレギュラー放送終了。単発の特番に移行。
- 銭形金太郎 - 2004年11月に水曜20時へ移動。2007年12月に放送終了。2011年9月・2012年3月・2012年12月・2013年10月・2017年5月に特番が放送された。
- Matthew's Best Hit TV+ - 2005年10月に火曜19時へ移動。その後、土曜1:20 - 1:50（金曜深夜）枠へ移動。2006年9月に放送終了。
- 国分太一・美輪明宏・江原啓之のオーラの泉 - 2007年4月に土曜20時へ移動。2009年3月のレギュラー放送終了。その後2009年4月から9月まで月に1回『サタスペ!』枠で特番として放送された。
- 頑張る人応援バラエティ 体育の時間 - 2007年10月に『すくいず!』のクイズ企画第3弾「スポ★カジ」を改題して火曜19時に放送。2008年2月に放送終了。
- 今すぐ使える豆知識 クイズ雑学王 - 2008年1月に水曜20時へ移動。2010年4月に『雑学王』に改題し月曜「ネオバラ」枠に移動。レギュラー終了後は単発の特番に。
- くりぃむナントカ - 2008年4月に水曜19時へ移動。同年9月に放送終了。その後は不定期に特番が放送されている。
- シルシルミシルさんデー - 2010年7月に日曜19時に放送。2011年9月までは水曜「ネオバラ」枠と並行放送を行った。2014年9月に放送終了。
- もしものシミュレーションバラエティー お試しかっ! - 2010年4月に月曜19時へ移動。2015年1月に放送終了。終了後は「帰れま10」が不定期で特番として放送されている。2016年10月から2018年3月まで「帰れまサンデー」が放送されていた。2018年4月から『帰れマンデー・見っけ隊!!』のタイトルで再び月曜19時へ移動。
- 日曜もアメトーーク! - 2016年10月に日曜19時に放送。木曜「ネオバラ」枠と並行放送を行った。2018年9月に放送終了。終了後も木曜「ネオバラ」枠での放送は継続。
- 中居正広のミになる図書館 - 2017年4月に月曜20時へ移動し、移動後は生放送に移行。同年9月には『中居正広の身になる図書館』に改題し、再度事前収録に移行、2019年3月11日終了。
- 陸海空 こんな時間に地球征服するなんて - 2017年10月に『陸海空 地球征服するなんて』に改題し土曜22時台へ移動。2019年4月に『陸海空 こんなところでヤバイバル』に改題し月曜「ネオバラ」枠に移行するが、わずか3ヶ月で打ち切りの形で終了。
- 激レアさんを連れてきた。 - 2019年4月に土曜22時台へ移動。2020年10月に枠移動前に放送されていた月曜「ネオバラ」枠に再度移行している。

## その他の枠移動

### 当枠から他枠へ
- リングの魂 - 1995年4月に月曜未明（日曜深夜）へ移動。
- ぷらちなロンドンブーツ - 2002年10月に土曜未明（金曜深夜）へ移動。
- 『ぷっ』すま - 2011年10月に土曜0:50 - 1:20（金曜深夜）枠へ移動。
- ビートたけしのTVタックル - 2016年4月に日曜12時台へ移動。
- 激レアさんを連れてきた。 - 本枠終了後、『スーパーバラバラ大作戦』枠にて30分短縮の上で継続。
- ロンドンハーツ - 本枠終了後、『スーパーバラバラ大作戦』枠にて30分短縮の上で継続。
- お笑い実力刃 - 本枠終了後、『証言者バラエティ アンタウォッチマン!』に改題・30分短縮の上、『スーパーバラバラ大作戦』枠の月曜日第二部に移動。

### 他枠から当枠へ

#### 兄弟枠から
- 内村プロデュース - 2002年10月に金曜（木曜深夜）「ネオネオバラエティ」から移動。
- クイズプレゼンバラエティー Qさま!! - 2004年10月に『さまぁ〜ずと優香の怪しい××貸しちゃうのかよ!!』を改題し、水曜（火曜深夜）「ネオネオバラエティ」から移動。同番組の企画「怪しいクイズ出しちゃうのかよ!!」をクローズアップした形。
- くりぃむナントカ - 2005年10月に水曜（火曜深夜）「ネオネオバラエティ」から移動。
- 国分太一・美輪明宏・江原啓之のオーラの泉 - 2005年10月に『国分太一・美輪明宏のオーラの泉』を改題し、木曜（水曜深夜）「ネオバラ第3部」から移動。その後ゴールデンへ昇格。
- 雨上がり決死隊のトーク番組 アメトーーク! - 2006年10月に『雨上がり決死隊のトーク番組 アメトーク!』を改題し、火曜（月曜深夜）「ネオネオバラエティ」から移動。
- お試しかっ! - 2008年4月に『快感MAP』を改題し、火曜（月曜深夜）「ネオネオバラエティ」から移動。
- マツコ&有吉の怒り新党 - 水曜（火曜深夜）「ネオバラ第4部（現･ネオバラ2）」前半枠から移動。
- かみひとえ - 2019年7月に『ヤバイかスゴイか カミヒトエ!』を改題し、木曜（水曜深夜）「ネオバラ3」枠から移動。

#### その他から
- ぷらちなロンドンブーツ - 1997年10月に『あなあきロンドンブーツ』を改題し、火曜未明（月曜深夜）から移動。
- ココリコA級伝説 - 1999年4月に『ココリコ黄金伝説』を改題し、火曜（月曜深夜）「深夜水族館」枠から移動。
- Matthew's Best Hit TV - 2002年4月に『Best Hit TV』を改題し、水曜未明（火曜深夜）から移動。
- ビートたけしのTVタックル - 2014年3月に月曜21:00 - 21:54枠から移動。2016年4月に日曜11:55 - 12:55枠に移動。
- 激レアさんを連れてきた。 - 2017年10月に『アップデート大学』を改題し、木曜（水曜深夜）2:21 - 2:51枠から移動。その後、2020年10月に土曜22:10 - 23:10枠から再度移動。
- ロンドンハーツ - 2019年4月に『金曜★ロンドンハーツ』を改題し、金曜21:00 - 21:54枠から移動。
- 家事ヤロウ!!! - 2019年10月に木曜未明（水曜深夜）から移動。

## 放送時間
| 放送期間               | 放送時間（JST）                    | 備考                                                                                         |
| ---------------------- | ---------------------------------- | -------------------------------------------------------------------------------------------- |
| 1993年10月 - 2000年3月 | 月曜 - 木曜 23:25 - 23:55（30分）  |                                                                                              |
| 2000年04月 - 2001年9月 | 月曜 - 木曜 23:09 - 23:54（45分）  | 『ニュースステーション』フライングスタート編成による終了時間11分繰り上げに伴い放送時間拡大。 |
| 2001年10月 - 2002年3月 | 月曜 - 木曜 23:15 - 翌0:00（45分） | 『世界の車窓から』の時間変更と21時台のフライングスタート編成廃止に伴い、6分繰り下がる。      |
| 2002年04月 - 2009年9月 | 月曜 - 木曜 23:15 - 翌0:10（55分） | 『トゥナイト2』終了などの深夜枠再編に伴い10分拡大、ここまではローカルセールス枠。            |
| 2009年10月 - 2018年9月 | 月曜 - 木曜 23:15 - 翌0:15（60分） | 5分拡大、これよりネットワークセールス枠に移行。                                              |
| 2018年10月 - 2019年9月 | 月曜 - 木曜 23:20 - 翌0:20（60分） | 『報道ステーション』終了時間繰り下げに伴い、5分繰り下げ。                                    |
| 2019年10月 - 2022年3月 | 月曜 - 木曜 23:15 - 翌0:15（60分） | 5分繰り上げ。                                                                                |

（8月の『熱闘甲子園』放送日は30分繰り下げ）

## ネット局
テレビ朝日系列（フルネット局）23局が全曜日同時ネット（朝日放送テレビは同時間帯ローカル枠の為全曜日時差ネット）。
| 放送対象地域   | 放送局                            | 系列           | 放送日時                                | 遅れ          | 備考                |
| -------------- | --------------------------------- | -------------- | --------------------------------------- | ------------- | ------------------- |
| 関東広域圏     | テレビ朝日（EX）                  | テレビ朝日系列 | 月 - 木曜 23:15 - 翌0:15                | 制作局        | 制作局              |
| 北海道         | 北海道テレビ（HTB）               | テレビ朝日系列 | 月 - 木曜 23:15 - 翌0:15                | 同時ネット    |                     |
| 青森県         | 青森朝日放送（ABA）               | テレビ朝日系列 | 月 - 木曜 23:15 - 翌0:15                | 同時ネット    |                     |
| 岩手県         | 岩手朝日テレビ（IAT）             | テレビ朝日系列 | 月 - 木曜 23:15 - 翌0:15                | 同時ネット    |                     |
| 宮城県         | 東日本放送（KHB）                 | テレビ朝日系列 | 月 - 木曜 23:15 - 翌0:15                | 同時ネット    |                     |
| 秋田県         | 秋田朝日放送（AAB）               | テレビ朝日系列 | 月 - 木曜 23:15 - 翌0:15                | 同時ネット    |                     |
| 山形県         | 山形テレビ（YTS）                 | テレビ朝日系列 | 月 - 木曜 23:15 - 翌0:15                | 同時ネット    |                     |
| 福島県         | 福島放送（KFB）                   | テレビ朝日系列 | 月 - 木曜 23:15 - 翌0:15                | 同時ネット    |                     |
| 長野県         | 長野朝日放送（abn）               | テレビ朝日系列 | 月 - 木曜 23:15 - 翌0:15                | 同時ネット    |                     |
| 新潟県         | 新潟テレビ21（UX）                | テレビ朝日系列 | 月 - 木曜 23:15 - 翌0:15                | 同時ネット    |                     |
| 静岡県         | 静岡朝日テレビ（SATV）            | テレビ朝日系列 | 月 - 木曜 23:15 - 翌0:15                | 同時ネット    |                     |
| 石川県         | 北陸朝日放送（HAB）               | テレビ朝日系列 | 月 - 木曜 23:15 - 翌0:15                | 同時ネット    |                     |
| 中京広域圏     | 名古屋テレビ放送 （メ〜テレ/NBN） | テレビ朝日系列 | 月 - 木曜 23:15 - 翌0:15                | 同時ネット    |                     |
| 広島県         | 広島ホームテレビ（HOME）          | テレビ朝日系列 | 月 - 木曜 23:15 - 翌0:15                | 同時ネット    |                     |
| 山口県         | 山口朝日放送（yab）               | テレビ朝日系列 | 月 - 木曜 23:15 - 翌0:15                | 同時ネット    |                     |
| 香川県・岡山県 | 瀬戸内海放送（KSB）               | テレビ朝日系列 | 月 - 木曜 23:15 - 翌0:15                | 同時ネット    |                     |
| 愛媛県         | 愛媛朝日テレビ（eat）             | テレビ朝日系列 | 月 - 木曜 23:15 - 翌0:15                | 同時ネット    |                     |
| 福岡県         | 九州朝日放送（KBC）               | テレビ朝日系列 | 月 - 木曜 23:15 - 翌0:15                | 同時ネット    |                     |
| 長崎県         | 長崎文化放送（NCC）               | テレビ朝日系列 | 月 - 木曜 23:15 - 翌0:15                | 同時ネット    |                     |
| 熊本県         | 熊本朝日放送（KAB）               | テレビ朝日系列 | 月 - 木曜 23:15 - 翌0:15                | 同時ネット    |                     |
| 大分県         | 大分朝日放送（OAB）               | テレビ朝日系列 | 月 - 木曜 23:15 - 翌0:15                | 同時ネット    |                     |
| 鹿児島県       | 鹿児島放送（KKB）                 | テレビ朝日系列 | 月 - 木曜 23:15 - 翌0:15                | 同時ネット    |                     |
| 沖縄県         | 琉球朝日放送（QAB）               | テレビ朝日系列 | 月 - 木曜 23:15 - 翌0:15                | 同時ネット    |                     |
| 近畿広域圏     | 朝日放送テレビ（ABC TV）          | テレビ朝日系列 | 火 - 金曜 0:30 - 1:32 （月 - 木曜深夜） | 1時間15分遅れ | [ 注 13 ] [ 注 14 ] |

- 北海道テレビは、自社制作のバラエティ番組『水曜どうでしょう』の新作が放送される場合のみ、後続枠で放送されていた『水曜どうでしょうClassic』と時間帯を交換していた。このため、『水曜どうでしょう』の新作放送期間中の水曜日のみ30分の繰り下げ放送となっていた。また、2019年3月18日～22日は開局50周年記念ドラマ『チャンネルはそのまま!』放送に伴い全曜日で繰り下げ放送となった[注 15]。
- インターネット配信は『アメトーーク!』を除く3番組がTVer・テレ朝キャッチアップで最新回の見逃し配信を実施していた。[注 16]なお、『アメトーーク!』は地上波とは異なる特別版が配信されることがあった。

### 特別編成
- 毎年8月の『熱闘甲子園』（朝日放送→朝日放送テレビ・テレビ朝日共同制作）が放送される時期は、30分繰り下げ放送になる（ただし全試合中止の場合は30分繰り上げ通常と同じ編成）。
- 1990年代、大相撲期間中は『大相撲ダイジェスト』を放送し、本枠のバラエティ番組は休止する編成をとっていたが、1999年5月夏場所より『大相撲ダイジェスト』を挟み30分繰り下げ放送（23:55 - 翌0:25）、45分時代は30分に短縮し（23:09 - 23:39 → 23:15 - 23:45） 、当枠の後に『大相撲ダイジェスト』を放送した。大相撲の開催期間は、『ニュースステーション』が3分短縮するために『トゥナイト（1994年4月から『トゥナイト2』）』以降の番組が3分早まっていたが、1995年4月改編を期に解消された。